# Over Under Sideways Down
Over Under Sideways Down är en bluesrocklåt av The Yardbirds. Alla dåvarande medlemmar i gruppen står som upphovsmän till låten. Den utgavs som singel i maj 1966 i Europa och i juni samma år i Nordamerika. Den finns även med på studioalbumet Roger the Engineer som i vissa länder döptes till Over Under Sideways Down då låten blivit en hit.
Singelns b-sida "Jeff's Boogie" var en instrumentallåt av Jeff Beck, inspirerad av Chuck Berrys "Guitar Boogie".

## Listplaceringar
| Lista (1966)   | Position                              |
| -------------- | ------------------------------------- |
| Frankrike      | 71                                    |
| Kanada         | 5 (RPM)                               |
| Nya Zeeland    | 13 (NZ Listner)                       |
| Storbritannien | 10                                    |
| Sverige        | - (Testad på Tio i topp, ej inröstad) |
| USA            | 13 (Billboard Hot 100)                |
| Vallonien      | 23                                    |
| Västtyskland   | 35                                    |